# Parlamentsvalet i Indien 1984
Parlamentsvalet i Indien 1984 var ett allmänt val i Indien i december 1984 för att utse den åttonde Lok Sabhan, landets direktvalda underhus. Lok Sabha hade då 545 ledamöter. Valdeltagandet var 63,56%.

## Mandatfördelning
Först listas partier erkända som National Parties, sedan partier erkända som State Parties och sist icke erkända partier som vunnit mandat. Icke erkända partier som inte vunnit något mandat listas inte.
| Parti                                                   | Förkortning | Andel röster | Mandat |
| ------------------------------------------------------- | ----------- | ------------ | ------ |
| Bharatiya Janata Party                                  | BJP         | 7,74         | 2      |
| Communist Party of India                                | CPI         | 2,71         | 6      |
| Communist Party of India (Marxist)                      | CPI(M)      | 5,87         | 22     |
| Indian Congress (Socialist)                             | IC(S)       | 1,52         | 4      |
| Kongresspartiet                                         | INC         | 49,01        | 404    |
| Janata Party                                            | JP          | 6,89         | 10     |
| Lok Dal                                                 | LD          | 5,97         | 3      |
| All India Anna Dravida Munnetra Kazhagam                | AIADMK      | 1,69         | 12     |
| All India Forward Bloc                                  | AIFB        | 0,45         | 2      |
| All India Muslim League                                 | AIML        | 0,1          | 0      |
| Dravida Munnetra Kazhagam                               | DMK         | 2,42         | 2      |
| Indian Congress (J)                                     | ICJ         | 0,64         | 1      |
| Indian Union Muslim League                              | MUL         | 0,28         | 2      |
| Jammu & Kashmir National Conference                     | NC          | 0,43         | 3      |
| Jammu & Kashmir Peoples Conference                      | JKP         | 0,0          | 0      |
| Kerala Congress (Joseph)                                | KC(J)       | 0,25         | 2      |
| Kerala Congress (Mani)                                  | KC(M)       | 0,11         | 0      |
| Maharashtrawadi Gomantak Party                          | MGP         | 0,04         | 0      |
| Manipur Peoples Party                                   | MPP         | 0,06         | 0      |
| Naga National Democratic Party                          | NNDP        | 0,05         | 0      |
| Peoples Party of Arunachal                              | PPA         | 0,3          | 0      |
| Peasants and Workers Party of India                     | PWPI        | 0,2          | 1      |
| Revolutionary Socialist Party                           | RSP         | 0,5          | 3      |
| Telugu Desam Party                                      | TDP         | 4,31         | 20     |
| Oberoende                                               | -           | 7,29         | 5      |
| Utsedda av presidenten för den angloindiska minoriteten | -           | -            | 2      |